# Shaun Lawton
Shaun Lawton (né Sydney Shaun Lawton en 1941 dans le Yorkshire) est un dramaturge, poète et acteur britannique. 

## Biographie
En 1976, après trois ans d'écriture, il termine sa pièce semi-autobiographique Desperado Corner.

## Filmographie
- 2009 : John Rabe, le juste de Nankin
- 2007 : I'd Like to Die a Thousand Times
- 2006 : Ensemble pour l'éternité
- 2006 : Les Particules élémentaires (Elementarteilchen) d'Oskar Roehler
- 2006 : Contrat à haut risque
- 2005 : Æon Flux
- 2004 : Beyond the Sea
- 2002 : Clairvoyant
- 2001 : Le Tunnel
- 1995 : Pan
- 1990 : Dr. M
- 1987 : Helsinki-Napoli
- 1983 : White Star
- 1982 : Blood Link
- 1981 : Possession
- 1981 : Charlotte S.
- 1979 : The Great Riviera Bank Robbery